# 福德尔施托德尔
福德尔施托德尔是奥地利上奥地利州克雷姆斯河畔基希多夫县的一个市镇。总面积37.1平方公里，总人口768人，人口密度20.7人/平方公里（2005年）。